# Nimbeluk
Nīmbelūk (farsi, نیمبلوک) è una città dello shahrestān di Qa'enat, circoscrizione di Nimbeluk, nella provincia del Khorasan meridionale. Aveva, nel 2006, una popolazione di 3.886 abitanti. 